# Ali Al-Wehaibi
Ali Ahmed Ali Mohamed Al-Wehaibi (arab. ‏علي الوهيبي‎; ur. 27 października 1983 w Al-Ajnie) – emiracki piłkarz występujący na pozycji pomocnika w drużynie Al-Ain.

## Kariera piłkarska
Ali Al-Wehaibi urodził się w mieście Al-Ajn i od początku kariery występuje w tamtejszym zespole – Al-Ain FC. W 2003 zadebiutował w reprezentacji Zjednoczonych Emiratów Arabskich. W 2011 został powołany do kadry na Puchar Azji rozgrywany w Katarze. Jego drużyna zajęła ostatnie miejsce w grupie i nie awansowała do dalszej fazy. Al-Wehaibi był kapitanem swojego zespołu.